# Regina (cantante)
Regina (nacida Irena Jalšovec; Murska Sobota, Yugoslavia —actualmente Eslovenia—; 4 de julio de 1965) es una cantante eslovena, más conocida por su participación en el Festival de la Canción de Eurovisión 1996.

## Su paso por Eurovisión
Ha estado en siete ocasiones en EMA, la selección nacional para elegir  un representante para Eurovisión:
- 1993: Naj ljubezen združi vse ljudi - 4.º lugar
- 1996: Dan najlepših sanj - 1.er lugar
- 1998: Glas gora - 3.er lugar
- 2001: Zaljubljena v maj - 10.º
- 2002: Ljubezen daje moč - Semifinal
- 2004: Plave očij - 12.º
- 2005: Proti vetru - 9.º
- 2016: Alive in Every Way (Aleksander Kogoj, Jon Dobrun/Jon Dobrun/Aleksander Kogoj)

### Eurovisión 1996
El éxito de «Dan najlepših sanj» llevó a que Regina representara a Eslovenia en el Festival de Eurovisión 1996, celebrado en la ciudad de Oslo (Noruega) el 18 de mayo. Ese año se realizó una semifinal debido a la gran cantidad de países participantes, de los cuales, 22 pudieron clasificarse. Regina logró clasificarse en el 19.º puesto de 29 países, aunque en la ceremonia final se ubicó en el 22.º lugar con 16 puntos (8 de Bosnia y Herzegovina, 6 de Croacia y 1 de España e Islandia).